# Подарунковий сертифікат
Подарунковий сертифікат (подарункова карта) — картонна (сертифікат) або пластикова карта, яка має ті чи інші засоби захисту від копіювання, яка несе в собі певний еквівалент вартості у валюті, прийнятій у країні емітента. Щодо правової природи, подарунковий сертифікат — це публічна пропозиція, яка визначає зобов'язання видачі товару чи послуги особі, що пред'явила сертифікат.
Емітент подарункових сертифікатів — компанія-роздрібний продавець, яка побажала зафіксувати факт внесення до каси деякої суми готівки для того, щоб покупець подарункової картки зміг надалі розпорядитися цією сумою на власний розсуд, а саме подарувати її.

## Історія
Подарункові сертифікати в Україні — явище, що стало активно розвиватися нещодавно. У країнах Заходу така практика відома вже протягом близько 20 років. На відміну від розвинених ринків, історія подібних подарунків в Україні досить молода і розпочала свій початок після утворення Незалежної держави.
На випуск подарункових карток в Україні не потрібно банківської ліцензії, оскільки картка — не інструмент грошових розрахунків, банківські операції з грошима відсутні. Оборотоздатність карток і заборона повернення коштів за куплений сертифікат призвели до нового витку розвитку подарункових карток, а саме — майданчиків їх обміну між собою. Найпопулярніші з них: pokupon, bodo (bodocard), giftmall.
Продажі подарункових карток не обмежуються банками чи роздрібними торговцями; такі інші компанії, як авіакомпанії, круїзні судна, готелі, перукарні, залізничні компанії, тематичні парки, ресторани та інші типи компаній також можуть пропонувати подарункові картки.
Українські компанії, які використовують подарункові сертифікати:
- bodo
- Cільпо
- Фора
- Епіцентр
- EVA
- ОККО
- Аптека Доброго дня
- Winetime
- Jysk

## Подарункові сертифікати у світі
У 2022 році світовий ринок подарункових карток оцінювався в 835,2 мільярда доларів США, і, за прогнозами, до 2032 року він досягне 4,2 трильйона доларів, зростаючи на 17,7 % середньорічного темпу зростання з 2023 по 2032 рік.
Великі й відомі компанії, як-от Google, Microsoft і P&G, використовують подарункові картки, щоб підвищити рівень відповідей на свої опитування.
Згідно з Книгою рекордів Гіннеса, найбільша колекція подарункових карток у світі, станом на 2021 рік, належала канадсько-американським братам Аарону та Девіду Міллерам зі Скарсдейла, Нью-Йорк. До 2013 року брати зібрали приблизно 3125 різних карток.

## Види подарункових сертифікатів
Подарункові сертифікати можна класифікувати:
- За способом передачі: оплатний, безоплатний.
- За стороною одержувача: іменний, анонімний.
- За формою: пластикова карта, паперовий, електронний.
- За терміном: з визначенням терміну, безстроковий.
- За кількістю пред'явлень: одноразовий, багаторазовий.